# Dean Cokinos
Dean Cokinos (* 1968 in Boston, Massachusetts) ist ein US-amerikanischer American-Football-Trainer.

## Karriere

### Spieler
Cokinos studierte an der University of Massachusetts Boston und spielte für die dortigen UMass Beacons als Runningback.

### Trainer
Nach zunächst drei Stationen als Assistenztrainer an verschiedenen Colleges war Cokinos sieben Jahre lang Head Coach für zwei Teams in der German Football League. Von 2005 bis 2007 war Cokinos Assistenztrainer der Nashville Kats. Während dieser Zeit war er außerdem damit beauftragt, professionelle Arena- und Hallen-Footballspieler für die Tennessee Titans zu bewerten, denen die Kats damals gehörten. Später war Cokinos Cheftrainer der Alabama Vipers, Georgia Force und New Orleans VooDoo in der Arena Football League und verhalf den Force 2011 und 2012 zum Erreichen der Play-offs. Von 2013 bis 2014 war Cokinos Head Coach der Alabama Hammers der Professional Indoor Football League, gewann 2013 die PIFL-Meisterschaft und wurde zum Trainer des Jahres ernannt. Am 26. Oktober 2015 wurde er zum stellvertretenden Head Coach und Defensive Coordinator der Tampa Bay Storm ernannt. Am 5. Mai 2016 wurde Cokinos zum ersten Head Coach von Washington Valor. Er hatte diese Position bis zum 16. Mai 2018 inne, als er von seinem Posten als Trainer der damals sieglosen Valor entbunden wurde.
2019 war er Defensive Coordinator der Berlin Rebels in Deutschland.
Im Dezember 2022 wurde Cokinos als Head Coach für die Knoxville Catholic High School eingestellt, trat jedoch im Juli 2023 zurück, bevor er ein Spiel trainierte. Für die AFL-Saison 2024 kehrte er zu den Nashville Kats zurück, die er bis ins Halbfinale führte.
Anfang Dezember 2024 stellte Berlin Thunder aus der European League of Football Cokinos als neuen Head Coach für die Saison 2025 vor. Einen Monat später gab Cokinos bekannt, das Team aus persönlichen Gründen verlassen zu müssen.